# Los Ángeles, Tapachula
Los Ángeles är en ort i Mexiko.   Den ligger i kommunen Tapachula och delstaten Chiapas, i den sydöstra delen av landet, 900 km sydost om huvudstaden Mexico City. Los Ángeles ligger 547 meter över havet och antalet invånare är 576.
Terrängen runt Los Ángeles är kuperad. Runt Los Ángeles är det tätbefolkat, med 397 invånare per kvadratkilometer. Närmaste större samhälle är Tapachula, 13,9 km söder om Los Ángeles. I omgivningarna runt Los Ángeles växer huvudsakligen savannskog.